# Živalstvo in rastlinstvo Čila
V Čilu živijo raznovrstne živalske in rastlinske vrste, kar pripisujejo ozki in dolgi obliki države, ki zajema širok spekter zemljepisne širine in tudi nadmorske višine; od vetrovne pacifiške obale na Andov na zahodu in sub-Antarktike ter visokih gora Andov na vzhodu. Obstaja veliko različnih ekosistemov.
Čile, ki se pogosto imenuje »hrbtenica Južne Amerike«, ima 100 zavarovanih območij, ki pokrivajo skupno površino 14,5 milijona hektarov (20% države) v 36 narodnih parkih, 49 narodnih rezervatih in 15 narodnih spomenikov. V južnem delu Čila je 50 odstotkov rastlin (del zmernega deževnega gozda, imenovanega valdivski gozdovi) endemičnih, kar je edinstvena značilnost na svetu. Lapageria rosea (čilski zvonček) je narodna roža, andski kondor (Vultur gryphus) je narodna ptica in taruca ali južnoandski huemul (jelen) (Hippocamelus bisulcus) je narodna žival Čila. Pravno so divje živali v Čilu res nullius. .

## Geografija
Iz vidika divjih živali in rastlin se Čile v Južni Ameriki razteza v smeri sever-jug in se imenuje hrbtenica Južne Amerike ter ima kopenske meje z Argentino in Perujem ter 6355 metrov dolgo obalno linijo ob južnem Tihem oceanu. Puščava Atacama je najbolj sušna puščava na svetu. Tukaj leži Ojos del Salado, kratersko jezero, ki je najvišje jezero na svetu (na 6.390 metrov). 

## Podnebje
V severnem Čilu je groba puščava Atacama s tipičnimi puščavskimi rastlinami, kot so kaktusi. V srednjem delu države je zmerno mediteransko podnebje, na jugu pa so hladne in vlažne gorske regije ter številni otoki.

## Vzpostavitev zakonov
Prvi zakon, ki obravnava lov in uporabo divjih živali, je vseboval civilni zakonik iz leta 1888. Čile je v skladu z zakoni o varstvu narave ohranil skoraj 20% svojega kopenskega območja, prav tako je pod zaščito 3,19% morske jurisdikcije. Prvi narodni park je bil ustanovljen leta 1925 po prejšnjem zavarovanem območju, ustanovljenem leta 1907. Vendar je Ley de Bosques (1931) dovolil ustanovitev NP, rezervatov in naravnih spomenikov. Od takrat je bilo v ohranjanje in zaščito biotske raznovrstnosti vključenih več agencij, tako vladnih (na centralni in regionalni ravni) kot tudi zasebnih agencij. Do leta 1984 so bili ukrepi varovanja in upravljanja zavarovanih območij pri službi za kmetijstvo in živino (SAG) kot vladnim organom. Od leta 1970 je bila Čilska gozdarska služba (CONAF) odgovorna za oblikovanje in upravljanje zavarovanih območij. Ustanovljen je bil centraliziran sistem za zaščito biotske raznovrstnosti Čila leta 1984 z zakonskim odlokom 18.362, ki je določil, da so zavarovana območja »kontinuiteta evolucijskih procesov, migracij živali, vzorcev genetskega pretoka in ureditve okolja«. V skladu s to uredbo je bil ustanovljen nacionalni javni sistem z naslovom Sistema Nacional deAreas Silvestres Protegidas (SNASPE) in zadolžen za vzpostavitev parkov in rezervatov po določenih smernicah za upravljanje in ohranjanje. SNASPE je sledil smernicam IUCN za vzpostavitev zavarovanih območij v štirih kategorijah. Dopolnitev ukrepov SNAPE so pobude zasebnih agencij za zaščito določenih območij. Obe akciji sta usmerjeni v ekoturizem. Ker je biotska raznovrstnost zunaj meja zavarovanih območij enako pomembna, so bili predlagani predlogi za spodbujanje te dejavnosti. 
Zakoni, ki urejajo izkoriščanje prosto živečih živali, veljajo od leta 1888 in so bili izboljšani že od 1990-ih, z najnovejšimi in strožjimi predpisi iz leta 1993. To je povzročilo skoraj popolno kontrolo nad lovom in komercializacijo vretenčarjev, razen izkoriščanja vrst ptic, dveh jelenov (vnesenih), škodljivih vretenčarjev ter induktivnih lagomorfnih vrst polskega zajca (Lepus timidus) in divjega kunca (Oryctolagus cuniculus). 
Medtem ko so zakoni zagotavljali zaščito plazilcev in dvoživk, se živali s krznom in divje vrste ptic in sesalcev izkoriščajo na razumni ravni. Vendar čezmejni nezakonit promet še vedno obstaja, Čile pa deluje kot kanal za nezakonito trgovanje z živalmi iz drugih držav Južne Amerike, pri čemer je kazenski pregon v zvezi s tem nezadosten.

## Zaščitena območja
V zvezi z varstvom rastlinstva in živalstva so zaščitena območja opredeljena v 15 upravnih regijah v državi, poleg tega pa metropolitansko območje in M. de Santiago, ki sta navedena po abecednem vrstnem redu (serijska številka vsake regije, ki temelji na podatkih, pridobljenih v podjetju Corporación Nacionalni gozd (CONAF) - je v oklepaju) :
- Aysén del General Carlos Ibáñez del Campo (XI)
- Antofagasta (II)
- Araucanía (IX)
- Arica y Parinacota (XV)
- Atacama (III)
- Bío Bío (VIII)
- Coquimbo (IV)
- Libertador Bernardo O'Higgins (VI)
- Los Lagos (X)
- Los Ríos (XIV)
- M. de Santiago
- Magallanes y la Antártica Chilena (XII)
- Maule (VII)
- Metropolitana (R.M.)
- Tarapacá (I)
- Valparaiso (V)

Skupno število zavarovanih območij v navedenih regijah je 100, ki pokrivajo skupno površino 14,5 milijona hektarov (20% države) v 36 nacionalnih parkih, 49 nacionalnih rezervatih in 15 nacionalnih spomenikov. Kategorija spomenikov pomeni majhen odstotek 0,01 odstotka, pri ostalih dveh kategorijah pa 99,9%
V smislu svetovne statistike območja, zajetega pod zaščito ima Čile drugo mesto v Latinski Ameriki in sedmo mesto na svetu. Vendar pa je distribucija zavarovanega območja v državi zelo neenakomerna z dvema od 15 upravnih regij, ki imajo 84% zavarovanega območja, z južnimi regijami XI in XII, ki imata večji delež približno 50% celotne površine, ki meji na gozdove in zavarovana območja argentinskih Andov in Patagonije. V preostalih regijah je pokritost z zavarovanimi območji le 4,4% celotne površine, kar je manj kot sprejeta mednarodna norma 5%. Zaščitena območja ureja tudi merilo "led in skala", sprejeto v sistemu Združenih držav za divjino. V skladu s tem merilom približno 23% celotne površine SNASPE pokrivajo ledena polja in druge vrste zemljišč, ki nimajo vegetacije in so najmanj naseljena. Poleg 100 kopenskih zaščitenih območij, ki delno vključujejo tudi nekaj morskih območij, je BirdLife International zdaj prepoznal 75 novih kritičnih območij morskega ptičjega sveta. Pomembna ptičja območja (IBA) pokrivajo »Ariške pečine, zalivi Coquimbo, Mejillones, ustja rek Biobío in Maipu, otoke Alejandro Selkirk, Choros, Damas, Punta de Choros in Parque Nacional Cabo de Hornos«. 

## Rastlinstvo
Rastlinstvo države je sestavljeno iz »56 redov, 181 družin, 837 rodov in približno 4295 vrst« z velikimi številkami glede rodov in vrst iz družin Asteraceae, Poaceae, Fabaceae in Solanaceae. Dežela je razdeljena na zemljepisne širine, ki narekujejo vegetacijo države; talni pogoji zemljišč in podnebni pogoji so ključni dejavniki v zvezi s tem. V severni puščavski regiji (puščava Atacama, najbolj suho mesto na Zemlji), ki je peščena, sploh ni padavin, vendar še vedno ohranja ne samo vegetacijo, ampak tudi živalstvo; obalna megla, ki se giblje navzgor, to omogoča. Puščavska vegetacija je sestavljena iz trnovih akacij, različnih kaktusov ter grmovja in navadna robida. Na visoki planoti severnega Čila so običajne vrste rastlin cvetoča kobulnica jareta (Azorella compacta) in različne trave (na primer jarava ichu). Za polsuho regijo osrednjega Čila so pomembne rastline kaktusi, espino in Prosopis cineraria ter grmičevje adesmia. V vlažni in zmerni regiji osrednjega Čila je vegetacija določena z izrazom matorral, in sestoji iz goste rasti dreves s trdim lesom, grmovja, kaktusov in zelene trave; vendar vegetacija tanjša zaradi močnega antropogenega tlaka na kopnem. Južno od reke Biobío, so običajne vrste vegetacije mešani listavci in zimzelena drevesa; znane vrste so rauli (Lophozonia alpina), južna cedra, južna bukev (Nothofagus), ulmo (zimzeleni grm) in navadni lovor. Rastlinski tipi na zahodnih pobočjih Andov so sestavljeni iz gozdov čilska aravkarija (Araucaria araucana). Jezersko okrožje Čila ima goste deževne gozdove različnih vrst lesa. Na jugu prevladujoča vegetacija obsega antarktično bukev (Nothofagus antarctica), čilsko cedro (Austrocedrus chilensis) in velikanska fitzroya cupressoides (to drevo v južnem Čilu je staro 3000 let in je »drugi največji živi organizem na svetu« ). V čilski Patagoniji in na otočju Ognjena zemlja (Isla Grande de Tierra del Fuego in drugi) so zaradi vremenskih razmer zabeležene samo nizke južne bukve in trda trava.
Od cvetlične vegetacije je v Čilu nedotaknjena cvetlična vegetacija subantarktičnih gozdov (vključno z listopadnimi lenga gozdovi (Nothofagus pumilio), šotišči, andskimi travniki) v Tierra del Fuego, v vzhodnem delu Čile in zahodnem delu v Argentini, ki je del nacionalnega parka Bernardo O'Higgins, ki je največje zavarovano območje v Južni Ameriki.  V južnem delu Čila je 50 odstotkov flore (del zmernega deževnega gozda, imenovanega valdivski gozdovi) endemično, edinstveno na svetu.
Lapageria rosea (čilski zvončnik), twining plezalec, ki velja za eno najlepših cvetočih vinskih trt na svetu, je nacionalni cvet Čila. 

## Živalstvo
Glede na zemljepisno lego na mogočnih visokih Andih na vzhodni meji in v sušnih puščavah na severu, ki preprečujejo gibanje iz sosednjih držav, so kopenske vrste sesalcev v Čilu omejene na 103, od skupnega števila sesalcev približno 148. Kopenski sesalci so večinoma nočni in se izogibajo stiku s človekom. Narodni parki, ki zagotavljajo zaščito sesalcem, so najverjetnejša mesta, na katerih je mogoče videti te živali. Obstaja 18 endemičnih vrst sesalcev. Morske sesalce (kot so kiti, vidre, morski levi, delfini) in ptice so vidne vzdolž dolge obale Tihega oceana na zahodu države.. Od več kot 600 vretenčarjev v državi sta le dva ducata eksotična.  Pomembne vrste sesalcev so gvanaki, divji minki, pasavci (mali pasavec - Zaedyus pichiy), andska lisica (Lycalopex culpaeus) in kalpeška lisica (Pseudalopex culpaeus), divji kunci (Oryctolagus cuniculus) in oposumi. Vrste, o katerih poročajo v južnem Čilu, so pudúji (Pudu puda - najmanjši jelen na svetu) in oposumu podoben monito del monte (Dromiciops gliroides), ki je živi fosil. Patagonska puma, imenovana tudi planinski lev ali kugar v Severni Ameriki, živi po celotnem Čilu, k njeni populaciji (nekoč so ga lovili brez zadržkov) pomaga zaščita, ki jo zagotavlja vlada. 
Domorodna morska sesalca sta morski slon (Mirounga angustirostris), morski lev (Otaria flavescens) in patagonijski morski lev (Otaria byronia). Poročajo tudi o sinjih kitih (v zalivu Corcovado) (največji sesalec na svetu), kitu grbavcu (Megaptera novaeangliae), rudolfijevem kitu (Balaenoptera borealis) in kitu glavaču, morskih vidrah (Enhydra lutris) in delfinih.

### Ptice
Čilska narodna ptica je andski kondor (Vultur gryphus). Število vrst ptic v Čilu, o kateri poroča BirdLife International iz leta 2012 je 530, vključno s 14 endemičnimi vrstami (dve gnezdijo v Čilu), 37 vrstami, ki so globalno ogrožene in 7 uvedenih vrst .

### Mehkužci
V Čilu najdemo številne vrste nemorskih mehkužcev. Avtohtoni polži Orthalicidae obsegajo 29 vrst rodu Bostryx in 12 vrst rodu Plectostylus chilensis. 

### Morski mehkužci
Čile morski mehkužci obsegajo 1070 vrst, vključno s polži, kot so latvice, morski polži; školjke, kot so Spisula solidissima, ostrige, klapavice in pokrovače in glavonožci, kot so hobotnice, lignji in sipe. 

## Grožnje
Veliko je razlogov za odmiranje flore in favne v Čilu. Ti se na splošno nanašajo na poseganje v zemljo zaradi kmetijstva in rudarstva (splošno razširjeno krčenje gozdov), lov na zabavo, hrano in trgovino z živalmi ter napad drugih živali in ptic. Skoraj 33% vrst sesalcev se spopada z grožnjo izumrtja. 
Na morskem območju predstavljajo grožnje industrijski ribolov (gojenje lososov in školjk) in ribogojstvo, zlasti v zalivu Corcovado, intenzivno izkoriščanje morskih virov z velikim ladjami z vlečnimi mrežami in s tem povezanim ribolovom. 

## Zaščita
Čilski organi so z mednarodno pomočjo dosegli napredek pri reševanju težav zaradi prenaseljenosti določenih območij ali gospodarskega izkoriščanja, vendar bo še treba storiti veliko, kar bo zahtevalo nadaljnjo mednarodno pomoč. 
Ohranjanje prosto živečih živali se doseže z zavarovanimi območji, ki jih vzpostavita in upravljata tako vladna organizacija, kot sta SNAPPE in njen izvajalec, CONAF, pa tudi zasebne pobude. Komercialno izkoriščanje je pod nadzorom Konvencije o mednarodni trgovini z ogroženimi vrstami (CITES) pri IUCN, katere podpisnik je Čile in Priloga II k CITES-u vsebuje seznam ogroženih vrst. Mednarodna pomoč je bogato prispevala k tej dejavnosti.
Čile kot del ohranjanja prosto živečih živalskih in rastlinskih vrst podpira mednarodne sporazume / protokole / konvencije / zakone, kot so: Antarktično-okoljski protokol (Protocol on Environmental Protection to the Antarctic Treaty), Antarktično-morski viri, Antarktični tjulnji, Pogodba o Antarktiki, biotska raznovrstnost, podnebne spremembe (United Nations Framework Convention on Climate Change), Kjotski protokol, dezertifikacija, ogrožene vrste, okoljske spremembe (Environmental Modification Convention), nevarni odpadki, pomorsko pravo, zaščita morskega trga, zaščita ozonskega plašča (Montreal Protocol), Mednarodna konvencija o preprečevanju onesnaženja morja z ladij (MARPOL 73/78 ), mokrišča (Ramsarska konvencija) in kitolov (Mednarodna konvencija o ureditvi kitolova, ICRW).

## Galerija
- Drevo ‘’Araucaria araucana’’ v narodnem parku Conguillío
- Pudú v Čilu
- Čilska lisica
- Andski kondor (Vultur gryphus)
- Lycalopex culpaeus, andska lisica
- Gvanako v severnem Čilu
- Torres del Paine iz jezera Pehoé, narodni park Torres del Paine